# Фарман F.31
Фарман F.31 (фр. Farman F.31) је француски ловачки авион. Авион је први пут полетео 1918. године. 

Највећа брзина авиона при хоризонталном лету је износила 215 km/h.
Распон крила авиона је био 11,76 метара, а дужина трупа 8,15 метара. Био је наоружан са три митраљеза калибра 7,7 милиметара.

## Наоружање
| Наоружање авиона: Фарман       |     |
| Ватрено (стрељачко) наоружање  |     |
| Топ                            |     |
| Митраљез                       |     |
| Број и ознака митраљеза        | 3   |
| Калибар                        | 7,7 |
| Бомбардерско наоружање (бомбе) |     |
| Ракетно наоружање (ракете)     |     |